# العبادلة (قرية)
العبادلة إحدى قرى مركز طوخ التابع لمحافظة القليوبية بجمهورية مصر العربية.

## السكان
بلغ عدد سكان العبادلة 5,751 نسمة، حسب الإحصاء الرسمي لعام 2006.